# Словацьке астрономічне товариство
Словацьке астрономічне товариство (словац. Slovenská astronomická spoločnosť) — наукове товариство при Словацькій академії наук, що об'єднує професіоналів та аматорів, які працюють у галузі астрономії та суміжних наук.
Товариство було засновано в 1959 році. Його місія полягала в поширенні наукових знань, організації національних і міжнародних конференцій, семінарів, наукових симпозіумів, а також наукових і науково-популярних лекцій. Вищим установчим органом товариства є з'їзд, який збирається раз на три роки. У період між з'їздами діяльністю товариства керує Головний комітет. Секретаріат знаходиться в Татранській Ломниці.